# Ave Maria (Vavilov)
Pour les articles homonymes, voir Ave Maria.
 (décembre 2008).
Si vous disposez d'ouvrages ou d'articles de référence ou si vous connaissez des sites web de qualité traitant du thème abordé ici, merci de compléter l'article en donnant les références utiles à sa vérifiabilité et en les liant à la section « Notes et références ».
L’Ave Maria dit de Caccini est un aria composé et enregistré par Vladimir Vavilov en 1970 sous le titre « Ave Maria - auteur inconnu du XVIe siècle » sous le label Melodiya. Il s'agit d'une supercherie musicale (qu'on peut aussi appeler pastiche), similaire à l'Adagio d'Albinoni.

## Histoire
Il est depuis longtemps clair que cet air a été composé par Vladimir Vavilov. Et il est clair que musicalement le style n'est pas du tout celui de Caccini, ni de son époque. Il se rapprocherait plutôt de celui du XVIIIe siècle. Néanmoins, de nombreuses hypothèses farfelues circulent sur la composition de cette pièce. Par exemple, l'Ave Maria aurait été écrit par Caccini à la fin de sa vie, souhaitant un renouveau musical, ou alors qu'il s'agirait d'une œuvre composée par l'un des élèves de Caccini. Ces deux possibilités sont saugrenues.
Vavilov a écrit l'Ave Maria dans les années 1960. Il est ensuite enregistré par Vavilov dans l'album Musique de luth des XVIe et XVIIe siècles (ru) (1970) et publié comme une œuvre sans attribution (« auteur inconnu du XVIe siècle »).
L'attribution à Giulio Caccini (1551-1618) apparaît dans un enregistrement d'Irina Bogatcheva de 1975 (après la mort de Vavilov en 1973). Cette attribution est d’autant plus étonnante que cet Ave Maria est très éloigné du style d'un compositeur italien ayant exercé aux alentours de 1600. De plus, un compositeur de la Renaissance et des débuts du baroque aurait composé sa musique sur l'intégralité (ou une part significative) de la prière à la Vierge (pour la faire entendre au cours d'un office liturgique) et non sur les deux seuls mots « Ave Maria ». Sur cette question, la réalité est que, la censure soviétique interdisant toute référence à un texte religieux, il était impossible de faire entendre plus que les deux premiers mots (qui constituent alors une salutation pouvant s'adresser à n'importe quelle femme s'appelant Marie).
Dans un souci d'exactitude, cette pièce musicale devrait être réintitulée Ave Maria (dit de Caccini) par Vladimir Vavilov.

## Enregistrements
En 1987, l'Ave Maria de Caccini fut enregistré par Irina Arkhipova. Plusieurs années plus tard, la soprano lettone Inessa Galante l'enregistra à son tour en 1994 et 1995. L'ayant entendu en tournée (probablement en Russie), la chanteuse l’aurait transcrite afin de pouvoir l’interpréter lors de ses propres concerts. Le succès obtenu fut immédiat et immense, d’abord dans les pays baltes et en Russie, puis dans le reste du monde. L’œuvre fut par la suite popularisée également par :
- Vyatcheslav Kagan-Paley (en) (1995, Ave Maria, arrangement utilisé dans la bande son du film One More Kiss, 1999) ;
- Lesley Garrett (1997, A Soprano Inspired) ;
- Charlotte Church (1998, Voice of an Angel (en)) ;
- Julian Lloyd Webber (1998, Cello Moods) ;
- Andrea Bocelli (1999, Secret Arias) ;
- Sumi Jo (2001, Prayers) ;
- Les Petits Chanteurs de Saint-Marc ;
- Ginette Reno (2002, The F1rst Noel) ;
- Jackie Evancho (2014 Awakening) ;
- Les Petits Chanteurs à la croix de bois (2019) ;
- Vincent Niclo & Les Prêtres Orthodoxes (2020, Esperanto).

Filmographie
L'Ave Maria de Caccini (Vavilov) est interprété dans une scène du film « Venise n'est pas en Italie » d'Ivan Calbérac, ainsi que dans une scène de la série Tout va bien.

## Influences
- En 2002, Sasha Lazard, une artiste américaine, dans son album The Myth of Red, s'est inspirée de l'aria pour créer Ode of Innocence, qui est repris en 2004 dans la bande originale du film Modigliani.
- En mars 2008 est sorti le quatrième album studio d'Era, intitulé Reborn, dont la chanson Sinfoni Deo s'inspire de l'Ave Maria de Caccini.